# Austin Cindric

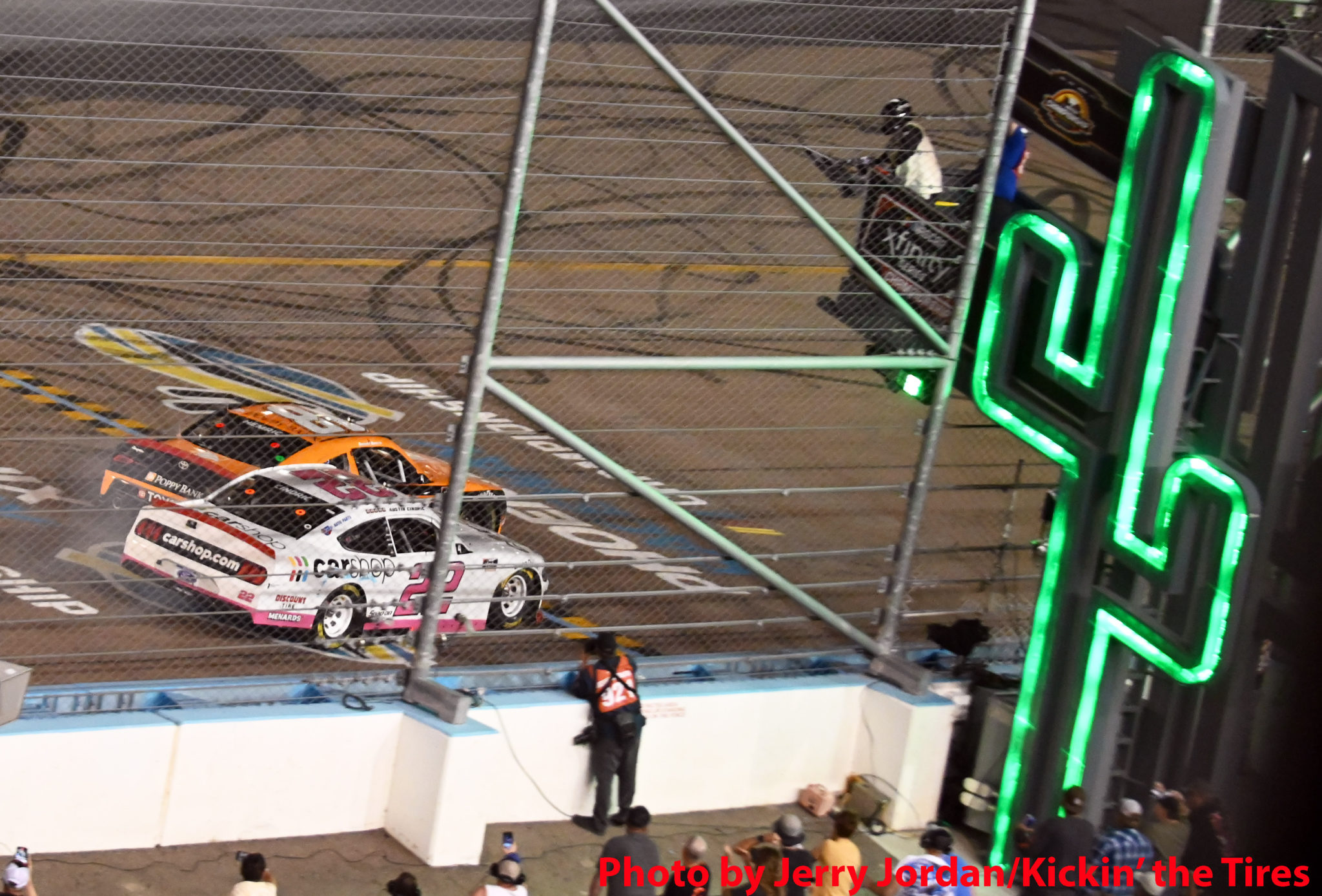
Austin Cindric verliest de 2021 NASCAR Xfinity titel met een halve auto afstand.

Austin Cindric (2 september 1998) is een Amerikaans autocoureur die actief is in de NASCAR Cup Series voor Team Penske, waar hij de no. 2 auto rijdt. In 2022 won hij de 500 mijlen van Daytona, de meest prestigieuze race op de kalender, in zijn eerste fulltime jaar in de serie. In 2020 werd hij de NASCAR Xfinity Series kampioen en in 2021 werd hij 2e in diezelfde serie.  